# 仲田洋美
仲田 洋美（なかた ひろみ、1965年 - ）は、日本の医師。

## 略歴
- 1995年 - 高知医科大学医学部医学科卒業。
- 1995年～ - 高知医科大学医学部第三内科学教室（血液・呼吸器・感染症内科学教室）入局
- 2005年～ - 高知医科大学第二外科学教室（心臓血管外科・消化器外科・呼吸器外科・乳腺外科）入局。
- 2005年～ - 高知医科大学第二外科学教室助教。
- 2010年～ - 兵庫医科大学医学部付属病院臨床遺伝部。
- 2015年～ - 新宿ミネルバクリニックを開院。
- 2018年～ - 神宮外苑ミネルバクリニック
- 2021年6月～ - ミネルバクリニックへ名称変更

### ミネルバクリニック
2015年に東京都新宿区歌舞伎町にて、「遺伝子から終末期まで」「今日の先進医療、明日の地域医療」「地域にこそ専門医」をコンセプトに、外来診療として「内科」「腫瘍内科」「遺伝子診療」「緩和ケア内科」、在宅医療として「一般在宅診療」「在宅緩和ケア」を扱う新宿ミネルバクリニックを開業した。臨床遺伝専門医として新型出生前診断（NIPT）にも対応している。

## 人物
高知医科大学医学部第三内科教室にて、血液・呼吸器内科医として医師人生を開始。新宿ミネルバクリニックのサイト内で、仲田が希少常染色体優性遺伝性疾患患者であることを公開している。

## 専門医・認定医
- 日本内科学会認定総合内科専門医
- 日本臨床腫瘍学会認定がん薬物療法専門医
- 臨床遺伝専門医制度委員会認定臨床遺伝専門医
- 日本プライマリ・ケア連合学会プライマリ・ケア指導医
- 麻酔科標榜医
- ICD制度協議会認定インフェクションコントロールドクター
- 日本化学療法学会認定抗菌化学療法認定医
- 日本癌治療学会認定がん治療認定医

## 著作
- 仲田洋美『女性のがんの本当の話 - がん専門女医と先輩患者からの本音のアドバイス』ワニブックス〈頼りになるお医者さんシリーズ〉、2016年10月26日。
- 遺伝するがん・しないがん: がんと遺伝の疑問に答える 　法研出版　2018/7/17

## 出演
- 「直撃!コロシアム!! ズバッと!TV」（TBS）
- 「みんなのニュース」（フジテレビ）

## 所属団体
- 日本内科学会
- 日本臨床腫瘍学会
- 日本人類遺伝学会
- 日本遺伝カウンセリング学会
- 日本血液学会
- 日本感染症学会
- 日本化学療法学会
- 日本癌学会
- 日本癌治療学会
- 日本乳癌学会
- 日本家族性腫瘍学会
- 日本緩和医療学会
- 日本医学哲学倫理学会
- 日本医事法学会
- 日本生命倫理学会
- 日本認知症学会